# Bad Ems
Bad Ems település Németországban, Rajna-vidék-Pfalz tartományban. Lakosainak száma 10 002 fő (2023. december 31.).
2021 óta az Európa nagy fürdővárosai világörökségi helyszín része.

## Népesség
A település népességének változása:
| Lakosok száma | 10 487 | 9229 | 9568 | 9681 | 9681 | 9761 | 9936 | 10 002 |
|               | 1975   | 2015 | 2017 | 2018 | 2019 | 2021 | 2022 | 2023   |